# Association of Translation Companies
Association of Translation Companies (ATC) (укр. Асоціація перекладацьких компаній) — професійна асоціація перекладацьких агенцій, яка просуває лінгвістичні послуги у Великій Британії та за її межами. ATC представляє інтереси перекладацьких компаній, які працюють у галузі мовних послуг Великої Британії, яка налічує понад 1200 бюро перекладів, має загальний обсяг понад 1 мільярд фунтів стерлінгів і налічує понад 12 000 працівників. Заснована британськими перекладацькими компаніями в 1976 році.

## Історія
Асоціація перекладацьких компаній була створена в 1976 році провідними британськими перекладацькими компаніями, які прагнули сприяти використанню професійно виконаних високоякісних перекладацьких робіт професійними перекладацькими компаніями для підтримки британських експортерів.
З моменту свого заснування ATC відіграє ключову роль у розвитку європейських мовних послуг. Вона була рушійною силою створення Європейського союзу асоціацій перекладацьких компаній (EUATC), а також одним із перших розробників європейського стандарту перекладацьких послуг EN 15038, попередника міжнародного стандарту перекладацьких послуг ISO 17100.

## Організація
Асоціацією керує Рада, яка обирається на добровільних засадах з-поміж компаній-членів. Рада визначає напрямок діяльності асоціації на чолі з обраними нею посадовими особами: головою, заступником голови та секретарем. Відповідальним за реалізацію бачення й стратегії Ради є Головний виконавчий директор ATC, який керує діяльністю асоціації за підтримки Секретаріату.
Члени Ради збираються щонайменше чотири рази на рік, беруть активну участь у роботі комітетів асоціації та керують її проєктами.
Попереднім головою протягом 9 років і досі активним членом Ради є багаторазово нагороджений серійний підприємець Рой Оллкін (Roy Allkin), один зі співзасновників групи компаній Wolfestone Group та пивоварної компанії Boss Brewing.

## Цілі
ATC сприяє наданню якісних професійних лінгвістичних послуг, просуваючи компанії, які є її членами. Діяльність Асоціації спрямована на задоволення потреб людей, бізнесу та державних організацій, які замовляють послуги письмового та/або усного перекладу, а також інші мовні послуги. Асоціація надає замовникам перекладу конкретну інформацію про спеціалізацію своїх членів; виступає перед урядом з питань, що стосуються професії; надає інформацію та допомагає бізнесу, промисловості та людям, які бажають скористатися послугами постачальників мовних послуг. ATC підтримує своїх членів, сприяючи їхньому процвітанню й розвитку на конкурентному глобальному ринку.
Цілі Асоціації:
- сприяти інтересам і використанню послуг компаній-членів АТС;
- просувати й захищати інтереси перекладацької професії в цілому;
- просувати, публікувати й забезпечувати дотримання Кодексу професійної поведінки для своїх членів[13];
- виступати арбітром у справах, що стосуються членів і клієнтів;
- створювати, підтримувати та сприяти впровадженню суворих систем контролю якості серед своїх членів;
- захищати інтереси замовників перекладів, гарантуючи, що члени асоціації мають повне страхування професійної відповідальності;
- сприяти співпраці між членами та іншими представниками перекладацької професії;
- публікувати інформацію про перекладацьку професію та питання, що цікавлять замовників перекладів;
- сприяти ширшому використанню професійно виконаних перекладів тими, хто прагне продавати та спілкуватися в усьому світі.

## Членство[14]

### Повноправний член
Членство доступне для зареєстрованих компаній, які можуть надати повну фінансову звітність за три попередні фінансові роки. Щонайменше 65 % основної діяльності компанії має бути пов'язано з наданням перекладацьких послуг.

### Підтримуваний стартап
Членство в АТС у статусі «Підтримуваний стартап» надається компаніям-початківцям, які працюють понад шість місяців і можуть надати підтверджувальні документи.

### Корпоративний партнер
Учасниками цієї програми можуть стати перекладацькі відділи компаній, які працюють у будь-якій галузі.

### Акредитований партнер
Статус акредитованого партнера надається компаніям, які є учасниками перекладацької галузі.

### Технологічний партнер
Статус Технологічного партнера надається компаніям, які постачають обладнання або програмне забезпечення, спеціально розроблене для перекладацького бізнесу.

## Діяльність
ATC організовує регулярні нетворкінгові та навчальні заходи, вебінари, а також проводить щорічну конференцію — Саміт лінгвістичної галузі (Language Industry Summit). Асоціація публікує щорічний Огляд мовної індустрії (Language Industry Survey) у співпраці з компанією з дослідження ринку Nimdzi Insights, який відображає стан галузі мовних послуг у Великій Британії.
ATC висловлюється щодо економічного значення мов для майбутньої міжнародної торгівлі та експорту Великої Британії, а також підтримує низку дослідницьких заходів та урядових лобістських ініціатив.

## Сертифікація

### Сертифікаційний штампATC
Дійсні члени ATC мають право використовувати Сертифікаційний штамп ATC, яким можна засвідчувати офіційні переклади. Штамп містить назву компанії-члена, номер членства, поточний рік і рядок «Знак якості перекладацьких послуг».

### СлужбаATCіз сертифікації за стандартами ISO
Комерційна служба ATC із сертифікації за стандартами ISO надає послуги з аудиту й сертифікації, а також проводить тренінги зі стандартів ISO у сфері лінгвістичних послуг та керування якістю для членів ATC і перекладацьких компаній по всьому світу.